# La venganza será terrible
La venganza será terrible es un programa de radio de humor, teatro, música y reflexión argentino, conducido por su creador, Alejandro Dolina, junto al locutor/podcaster Patricio Barton y al músico y comediante Gillespi.
Se transmite de lunes a viernes a la medianoche por Radio AM 750 de la Ciudad de Buenos Aires. Además, cuenta con emisiones adicionales por la misma radio a las 20:00 horas y una selección de bloques históricos los lunes a la medianoche. El programa se realiza frecuentemente con público presente (generalmente los días jueves y viernes en el Centro Cultural Caras y Caretas), y también sale de gira para grabar sus presentaciones en vivo en distintos puntos del país y el exterior, usualmente en teatros.
El contenido es fuertemente humorístico pero registra como sección central una reflexión acerca de asuntos relacionados con el arte, la historia, la ciencia y otras áreas de la cultura. Nicolás Tolcachier acompaña a Alejandro Dolina en la investigación y producción de ese segmento. Además, cuenta con un bloque musical junto al "Trío Sin Nombre", el cual fue conformado originalmente por los músicos Alejandro Dolina (hijo), Martín Dolina y Manuel Moreira.
Si bien el programa con el nombre La venganza será terrible comenzó a trasmitirse en 1993, Dolina afirma que los programas anteriores Demasiado tarde para lágrimas y El ombligo del mundo son parte del mismo ciclo radial, por lo que la antigüedad de La venganza… se remonta al 2 de abril de 1985.
El ciclo ha obtenido innumerables premios y distinciones y es el programa nocturno más escuchado de la radiofonía argentina desde hace décadas.

## Historia

### Demasiado tarde para lágrimas

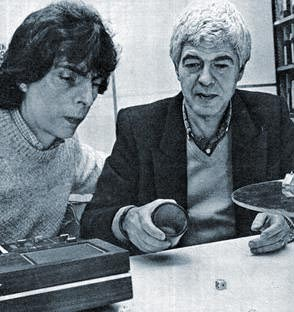
Alejandro Dolina y Adolfo Castelo en Demasiado tarde para lágrimas.

Este programa, conducido por Adolfo Castelo junto a Alejandro Dolina, comenzó el 2 de abril de 1985 en Radio El Mundo en el horario del mediodía; recién el 2 de mayo de ese año se trasladó a la madrugada. En 1989 pasó a Radio Rivadavia y se emitió hasta 1991.
El programa eludió los géneros radiales tradicionales: incluía relatos históricos, extensas improvisaciones en clave humorística y pequeñas comedias musicales. Fue el debut de Dolina en la radio[cita requerida].
El tema musical de apertura era el foxtrot "Blue River", interpretado por Bix Beiderbecke con la orquesta de Frankie Trumbauer.

### El ombligo del mundo
Problemas contractuales llevaron a Dolina a dejar Radio Rivadavia, donde había conducido Demasiado tarde para lágrimas desde 1989. Llegó en 1992 a "Viva FM" con una propuesta similar ahora titulada El ombligo del mundo. Lo acompañaban nuevamente Adolfo Castelo, Jorge Dorio y Elizabeth Vernaci.

### La venganza será terrible

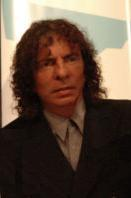
Alejandro Dolina, creador y conductor del programa.

Al año siguiente (1993) Dolina se pasó a FM Tango, y el ciclo tomó el nombre de La venganza será terrible. En 1994 pasó a Radio Continental, transmitiéndose históricamente desde la bodega del Café Tortoni (frente a los estudios de la radio), con presencia de público en vivo.
A lo largo de los años pasó por diferentes radios como FM Tango, Radio Continental, Radio del Plata, Radio 10, Radio Nacional y Radio AM 750.
Luego de la tragedia ocurrida en República Cromañón en diciembre de 2004, se decidió trasladar las transmisiones a un ambiente más amplio y seguro: el Hotel Bauen. Posteriormente, el programa empezó a transmitirse desde las salas del Paseo La Plaza, alternando algunos viernes con presentaciones en el Teatro Municipal Coliseo Podestá de la ciudad de La Plata. De 2010 a 2012 también se transmitió desde el Multiteatro, en Avenida Corrientes 1283. Entre 2013 y 2016 se emitió en el Auditorio de Radio del Plata. En 2016 la transmisión del programa se trasladó al Centro Cultural Caras y Caretas, tras firmar un contrato con la radio del sindicalista Víctor Santa María.
Del programa han participado Guillermo Stronatti, Jorge Dorio, Gabriel Rolón, Pollo Mactas, Elizabeth Vernaci, Esteban Eseverri, Alejandro Simonazzi, Gillespi, Gabriel Schultz, Coco Sily, «Cabito» Massa Alcántara y, en forma ocasional, Luis Rubio, Daniel Aráoz, Alejandro Calderaro, Tom Lupo, Pablo Fábregas, Peto Menahem y el mago y humorista español Luis Piedrahíta. Actualmente acompañan a Dolina Patricio Barton y Gillespi, este último retornado a mediados de 2017 tras un paréntesis de dos años.

## Transmisión
El programa se emite de lunes a viernes (en vivo) desde las 0 horas, y los lunes (grabado) desde las 24 hasta las 2 del siguiente día en toda la República Argentina y en la República Oriental del Uruguay. En Argentina, es transmitido por Radio AM 750 y retransmitido en la Provincia de Córdoba a través de Universidad 580 AM y 88.5 FM (desde febrero de 2018), y en la República Oriental del Uruguay, por Radio El Espectador (hasta junio de 2017) de Montevideo y desde febrero de 2018 por Del Sol FM también de Montevideo.
El programa se realizó hasta el 8 de septiembre de 2016 en los estudios de Radio Del Plata, con presencia de público. Durante las numerosas giras que el programa realiza, se utilizan salas teatrales de gran capacidad. Cada temporada del programa es abierta en enero con un ciclo de siete noches (de un jueves al viernes de la semana siguiente) en el Teatro Auditórium de la ciudad balnearia de Mar del Plata, con capacidad para mil espectadores.
El 8 de septiembre de 2016, se emite el último programa por Radio del Plata. El conductor explicó que su salida de dicha emisora era por falta de pago: 
"Queridos oyentes de La venganza será terrible: El programa que acaba de terminar fue el último que hemos hecho por esta radio.
Quiero decir que nos estamos despidiendo. La radio hace mucho que no nos paga. Agotados los medios razonables de acercamiento, hoy debemos decir que la relación ha terminado.
Es posible que muy pronto regresemos por alguna otra emisora que, por delicadeza, no mencionaremos aquí."
A partir del 16 de septiembre de 2016, el programa continúa emitiéndose en la Radio AM 750 con el mismo personal pero sin público en vivo. En una entrevista al diario Página/12 Dolina explicó: "Llego a una emisora en crecimiento, si se quiere más austera. No es una emisora que quiera establecer un star system, sino más bien está tratando de conformar una programación con la mejor calidad posible, con recursos que no son limitados".
Se calcula que unas cien mil personas por año asisten al programa. Algunas funciones, realizadas en foros especiales, han tenido una concurrencia insólita para un programa de radio en AM. En febrero de 2004, 2005, 2006 y 2007 La venganza será terrible batió records, cuando más de diez mil personas desbordaron el Anfiteatro Municipal Humberto de Nito de la ciudad de Rosario.

## Características
Más que un programa de radio convencional, La venganza será terrible es una pequeña experiencia teatral cotidiana.
El programa consta de cuatro secciones. En la primera los conductores hablan de algún hecho cotidiano ocurrido a Barton y se cierra con la lectura de mensajes de la audiencia. En la segunda se diserta sobre eventos históricos o mitológicos, para finalizar con un tema musical el cual es selecciondo por un personaje inventado "El discotecario" al cual supuestamente Dolina le leyó lo mismo que acaba de narrar y el cual elige el tema, generalmente un tango, apoyándose en el argumento de la historia, o bien en algo que le llamó la atención, o incluso en una simple palabra que apareció nombrada al pasar en el relato. En la tercera sección se improvisan historias a partir de la lectura irónica de artículos extraídos de revistas (femeninas, principalmente) o de otras fuentes. Y por último, luego de leer mensajes del público presente, el programa cierra con Dolina (bajo su seudónimo de Sordo Gancé) tocando el piano y cantando temas pedidos por la audiencia. De esta sección participan también los músicos y cantantes: Manuel Moreira, Ale Dolina y Martín Dolina. Los dos primeros son integrantes del grupo Cabernet Vocal, y todos han participado en las representaciones de la comedia musical Lo que me costó el amor de Laura y Bar del Infierno. En algunas ocasiones se les une Gillespi como trompetista, y algún eventual invitado.